# Chiến tranh Nga-Thanh (1654)
Chiến tranh Sa quốc Nga - Đại Thanh năm 1654 là cuộc chiến diễn ra năm 1654，giữa Sa quốc Nga và Đại Thanh với lực lượng Triều Tiên hỗ trợ theo yêu cầu của Đại Thanh.

## Tên gọi
Cuộc chiến được Đại Thanh và Triều Tiên gọi là Chinh phạt Sa quốc (tiếng Trung: 羅禪征伐, tiếng Triều Tiên 나선정벌/라선정벌).
Cuộc chiến chủ yếu diễn ra trên sông Tùng Hoa (tiếng Nga: Сунгари, Sungari) nên Sa quốc Nga gọi là Chiến tranh sông Sungari (Сражение на Сунгари).
Trong các văn bản Đại Thanh chính thức sau này gọi hai cuộc chiến với Sa quốc Nga năm 1654 và 1658 là Chiến tranh cửa sông Tùng Hoa (松花江口之战). Triều Tiên gọi cuộc chiến 1654 là Chinh phạt Sa quốc lần thứ nhất và cuộc chiến 1658 là Chinh phạt Sa quốc lần thứ hai.

## Bối cảnh
Trong những năm 1640, Sa hoàng đưa quân xâm chiếm lưu vực sông Hắc Long Giang, thành lập Yaksa cùng các điểm chiếm đóng khác, đồng thời đốt phá, giết chóc và cướp bóc khắp nơi. Lúc này, nhà Thanh vừa nhập quan, quân chủ lực ở phía nam Vạn Lý Trường Thành, phòng thủ Đông Bắc Trung Quốc trống. Năm 1647, tại Ninh Cổ Tháp (nay là Ninh An, tỉnh Hắc Long Giang) chỉ còn hơn 130 quân đồn trú. Năm 1652 (năm Thuận Trị thứ 9), tướng quân nhà Thanh là Haise dẫn đầu 600 binh lính nhà Thanh với sự hỗ trợ 1500 quân tộc Hách Triết, Đại Oát Nhĩ đã giao chiến với 206 quân Cossack Nga trong trận chiến làng Uzala, với vũ khí lạc hậu, thất bại trong chiến thuật dẫn tới sự thất bại thảm hại của phía nhà Thanh. Năm 1653 (Thuận Trị thứ 10), chính quyền nhà Thanh thiết lập chức vụ Ngang Bang Chương Kinh (昂邦章京 Amba Janggin) ở Ninh Cổ Tháp, Sa Nhĩ Hổ Đạt (Šarhūda) được phong là Chương Kinh đầu tiên, đã cử 300 quân đến đồn trú, đồng thời liên lạc với những tộc người Hách Triết, Bỉ Nhã Khách và những tộc người khác bị Cossack Nga quấy nhiễu. Tuy nhiên, nhà Thanh thiếu súng ống, đã yêu cầu sự trợ giúp từ chư hầu Triều Tiên, đặc biệt gọi lính Triều Tiên là "giỏi dùng điểu thương".
Triều Tiên bị ảnh hưởng bởi trật tự Hoa Di (華夷秩序) do đó xem thường các triều đại nhà Thanh. Sau trận chiến Đinh Mão trong năm 1627, Triều Tiên căm ghét triều đại nhà Thanh thậm chí nhiều hơn. Sau cuộc chiến Bính Tý năm 1636, Triều Tiên đã buộc phải trở thành một chư hầu của nhà Thanh. Trong trận Tùng Cẩm (松錦之戰), nhà Thanh đã chiêu mộ binh lính Triều Tiên tham gia. Tuy nhiên, tư tưởng chống nhà Thanh rất mạnh mẽ ở Triều Tiên, và "Thuyết Bắc phạt" đã được phổ biến lan tràn. Vua Triều Tiên Hiếu Tông đã bí mật lên kế hoạch cho "Bắc phạt" và ủng hộ phong trào "Phản Thanh phục Minh" của Trung Quốc. Triều đại nhà Thanh đã biết đến Triều Tiên và do đó đã xảy ra sự kiện sáu sứ thần bị cật vấn. Trong trường hợp này, nhà Thanh cũng có ý định kiểm tra Triều Tiên bằng cách bắt lính Triều Tiên tham gia chiến trận.
Vào cuối tháng 1 năm 1653, Sa hoàng Nga Alexis I quyết định tăng cường xâm lược lưu vực sông Hắc Long Giang và gửi 3,000 quân sang phía đông, sau đó đã bị suy yếu do không đủ lương thực và tranh chấp biên giới phía tây. Stepanov tiếp quản thay Khabarov để cướp bóc lưu vực sông Hắc Long Giang.

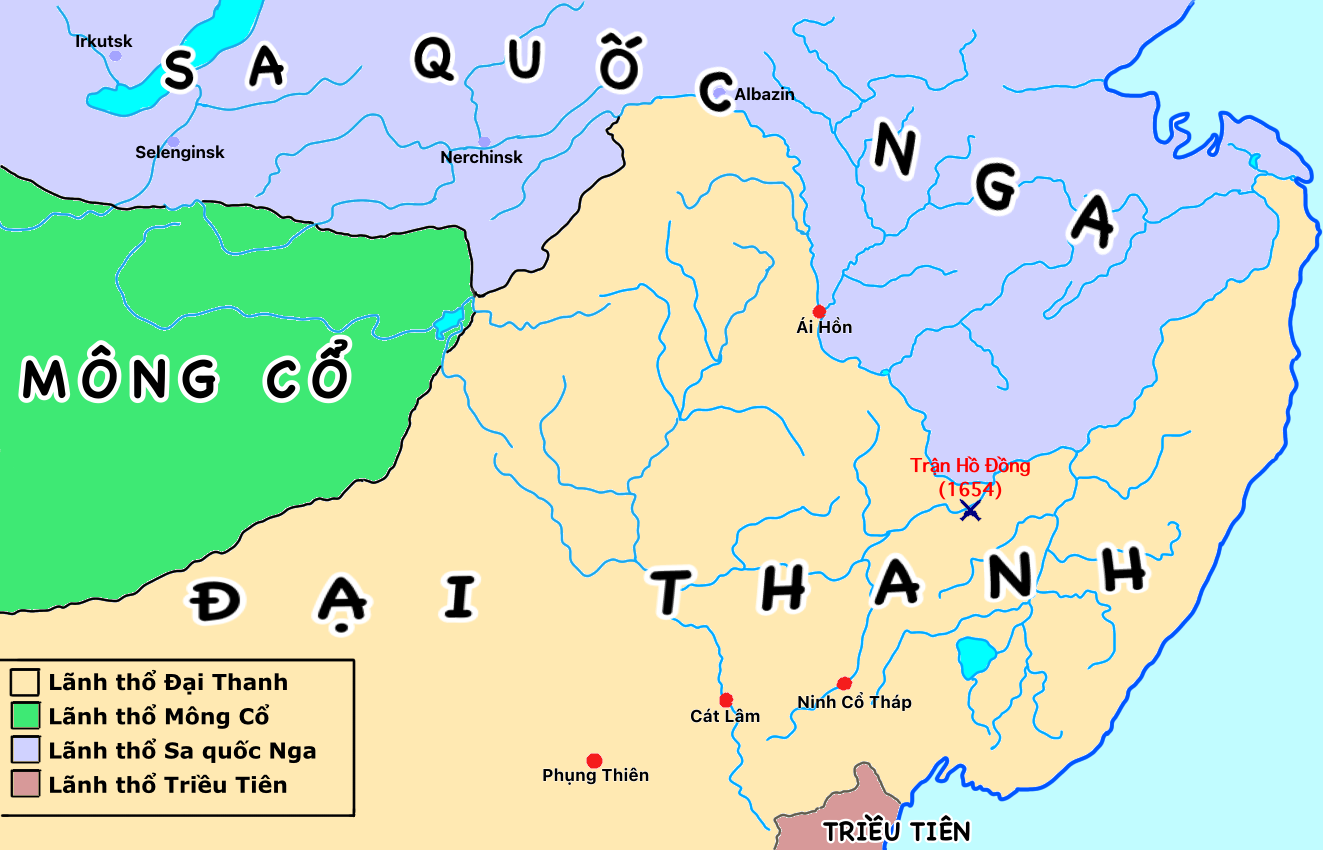
Bản đồ Chiến tranh Sa quốc Nga - Đại Thanh năm 1654

## Diễn biến

### Xuất chinh
Triều Tiên và Nga không có bất kỳ quan hệ nào với nhau. Khi đó, lực lượng viễn chinh của Nga đang bị thiếu lương thực, có nguồn tin phải ăn thịt lẫn nhau. Nhà Thanh đã gọi lực lượng này là "La Sát" (罗刹 Cõi Nga La Tư). Triều Tiên dịch là "La Thiện", "Hạc Xa", "Lỗ Xa", "Lão Xoa", "Lão Khương", "Xa Hán"... Học giả Lý Dị (李瀷 Yi Ik) đã ghi lại: "Vào năm Mậu Tuất vua Hiếu Tông thứ 9 (1658), Đại quốc trưng binh của chúng ta trợ công giặc Xa Hán. Xa Hán còn được gọi là La Thiện".
Vào tháng 2 năm 1654 (Thuận Trị thứ 11 và Hiếu Tông Triều Tiên thứ 5), nhà Thanh cử một sứ giả Hàn Cự Nguyên (韩巨源) đến Triều Tiên, mang theo một thông điệp từ Bộ Lễ của nhà Thanh: "Triều Tiên tuyển 100 lính điểu thương giỏi, đứng đầu là Phủ Hội Ninh nghe Ngang Bang Chương Kinh thống lĩnh, đi chinh phạt La Thiện, và ngày 10 tháng 3 đến Ninh Cổ Tháp". Để xoa dịu mối quan hệ với nhà Thanh, Triều Tiên, theo lời khuyên của Lãnh Nghị chính Jung Tae-hwa (Trịnh Thái Hòa), đã cử Ngu Hầu Bian-yang (Biên Ngập) làm tướng xuất chinh cùng binh mã Hàm Kính đạo (Hamgyeong-do).

### Chiến đấu

#### Chinh phạt lần thứ nhất
Triều Tiên đã cử một lực lượng viễn chinh gồm 100 lính điểu thương, 1 tuần quan, 2 thông từ (phiên dịch), 48 lính cầm cờ và phục dịch, cộng với tướng lĩnh ở biên giới, tổng cộng quân viễn chinh Triều Tiên có 152 lính thảo phạt Sa quốc Nga. Sau khi quân Triều Tiên chỉnh tề ở Huệ Ninh vượt sông Đồ Môn, ngày 26 tháng 3 âm lịch năm 1654 (năm Thuận Trị thứ 11), hội quân tại Ninh Cổ Tháp cùng với quân Sa Nhĩ Hổ Đạt. Vào thời điểm đó, có 300 quân từ Bát Kỳ quân, 300 quân từ Hách Triết quân và 100 quân Triều Tiên.
Vào ngày 21 tháng 4 âm lịch, Sa Nhĩ Hổ Đạt dẫn 700 quân từ Ninh Cổ Tháp, sáu ngày sau họ chạm trán với khoảng 400 lính Cossack Nga do Onufriy Stepanov chỉ huy tại sông Hậu Thông (sông Hỗn Đồng, ngày nay là sông Tùng Hoa). Báo cáo từ Biên Ngập cho Triều Tiên Hiếu Tông rằng:"Khi thần đến Viết Cáp (địa danh, gần cửa sông Tùng Hoa) lần đầu tiên thần gặp thuyền địch, có mười ba chiếc thuyền lớn, có thể khoản 300 thạch (đơn vị tính, bẳng khoảng 21 tấn). Có hai mươi sáu chiếc thuyền nhỏ, trông giống như những chiếc thuyền Oa (tên gọi chỉ Nhật Bản)". Tàu Đại Thanh, Triều Tiên “loại nhỏ chỉ chứa được bốn, năm người, có bốn mươi chiếc; loại lớn chứa được mười bảy người, có hai mươi chiếc”. Biên Ngập đề nghị không nên đánh thủy chiến mà dụ địch vào sâu, lấy địa thế thuận lợi mà diệt địch. Các tướng quân Thanh nhất trí “Chọn nơi cao nhất ven sông để lập đội hình”, quân Triều Tiên “vây lá liễu xếp hàng trên bờ”, “nổ đại bác vào hướng giặc”, "đánh liên tiếp nhiều ngày, quân giặc sẽ bị chết trong đạn pháo".
Lịch sử Nga ghi: "Vào ngày 6 tháng 6 (theo lịch Nga, tức ngày 16 tháng 6 theo lịch Gregorian), quân ta chạm trán với quân Šarhūda, và quân đội Šarhūda mang theo nhiều loại vũ khí khác nhau—đại bác và súng hỏa mai. Sau khi đọ súng, kỵ binh quân Šarhūda giao chiến với quân ta trên lưng ngựa và trên thuyền với súng hỏa mai. Họ chiến đấu bằng vũ khí lớn - đại bác và súng hỏa mai. Họ bắn vào tàu của quân ta. Họ bắn từ phía sau công sự và bức tường với những chiếc thúng đất". "Nhiều quân đã bị thương và quân ta không thể chiến đấu với quân Šarhūda này nữa vì kho thuốc súng và súng ngắn của quân ta đã cạn kiệt". "Họ chiến đấu theo đội hình khéo léo và có trật tự".
Quân Nga bị thương vong nặng nề, Stepanov quyết định bỏ chạy từ sông Tùng Hoa lên thượng nguồn sông Hắc Long Giang, Quân Triều Tiên không bị thương vong. Các xạ thủ Triều Tiên đã đóng một vai trò lớn trong trận chiến này và đây cũng là cuộc chạm trán đầu tiên giữa Nga và Triều Tiên trong lịch sử được ghi lại.
Vào ngày 16 tháng 5, quân đội Đại Thanh và Triều Tiên rút quân sau khi xây dựng thành đắt, vào ngày 13 tháng 6, rút trở lại Ninh Cổ Tháp. Biên Ngập "toàn quân trở về" Triều Tiên và Triều Tiên Hiếu Tông "Biên Ngập đặc biệt tăng bổng". Biên Ngập chỉ cho Triều Tiên Hiếu Tông người phương Tây vào năm 1655.
Thất bại của Nga khiến họ mất quyền kiểm soát vùng hạ lưu Amur cho đến Nerchinsk, nơi chỉ có 76 người Cossacks đồn trú trong pháo đài.

#### Chinh phạt lần thứ hai
Năm 1658, quân viễn chinh Triều Tiên đến Ninh Cổ Tháp để chiến đấu với Nga bằng súng ngắn, và Triều Tiên gọi đó là cuộc "Chinh phạt La Thiện lần thứ hai".
Nga và Triều Tiên hoàn toàn không có mối quan hệ nào với nhau. Nga thậm chí còn không biết rằng có người Triều Tiên trong quân đội nhà Thanh, và Triều Tiên không biết rõ về "La Thiện", và cho rằng gắn liền với các bộ tộc Kiên Côn, Thất Vi hoặc Mạt Hạt được ghi trong sách cổ của Trung Quốc.